# Roncq
Roncq commune in the Nord department in northern Pháp.
It is 3 km (2 mi) from the border with Bỉ.

## Twin towns
It kết nghĩa với Todmorden in England, Delbrück in Đức, and Selinkegny in Mali.